# O Inspetor Geral

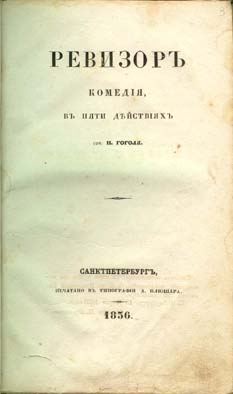
Capa da primeira edição

O Inspector Geral (The Government Inspector ou The Inspector General em inglês, em russo:  Ревизор, ou ainda Revizor ou Der Revisor, em alemão) de Nikolai Gogol publicado em 1836 é uma peça de teatro que aborda a realidade de uma aldeia que descobre que será alvo da visita de um Inspector Geral, anunciada por carta a um presidente da câmara "modelo de populismo, corrupção e ridículo". Apesar da história se passar no século XIX, na Rússia, a peça permanece moderna, pois critica a política, a corrupção e, até, a passividade da população em relação aos acontecimentos.

## Sinopse

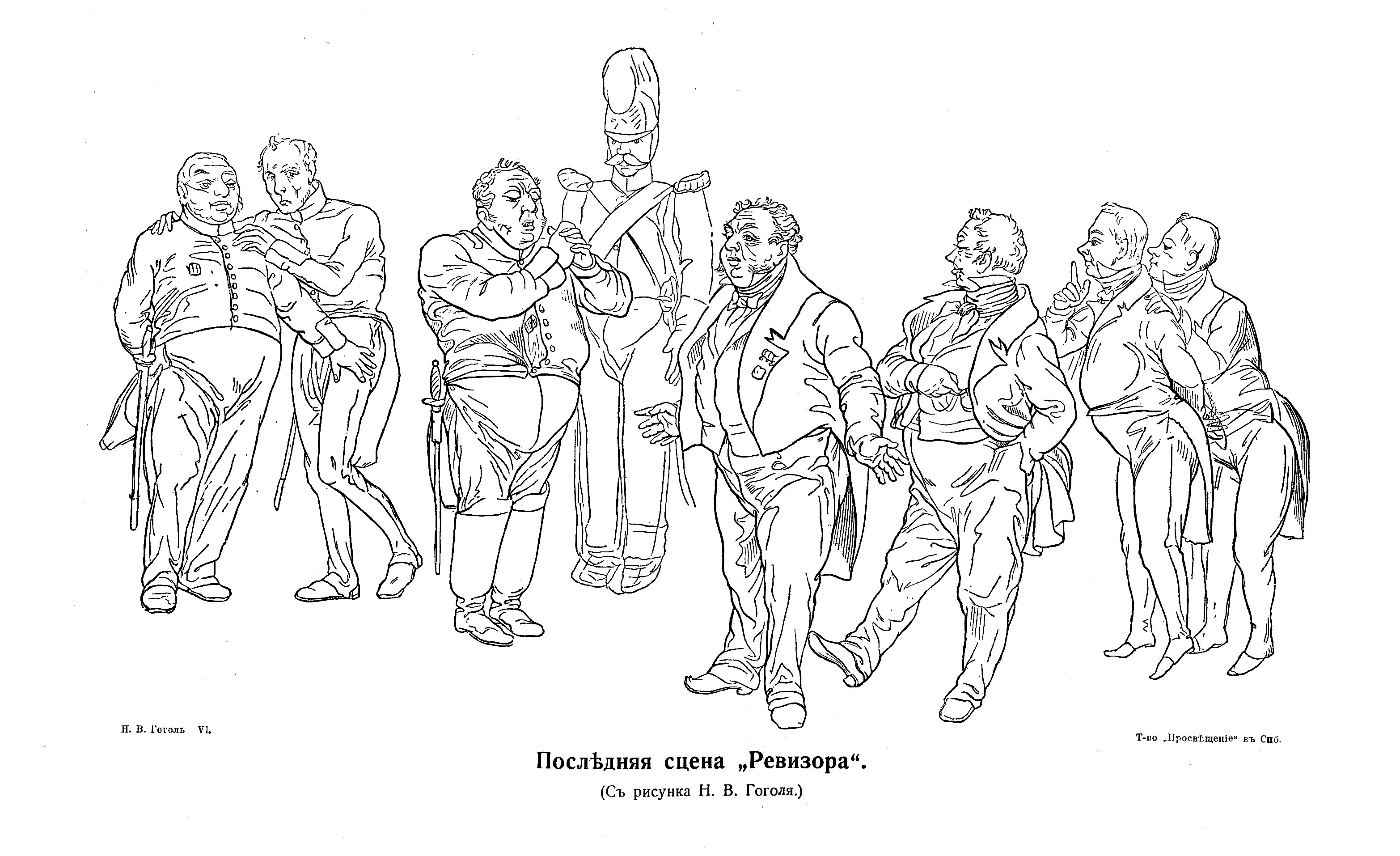
Desenho do próprio Nikolai Gogol para a última cena de O Inspetor Geral

A visita anunciada de um Inspector faz desencadear um processo em que a corrupção, a fraude, o medo e a intriga são a matéria com que se constrói uma das mais corrosivas e hilariantes comédias russas do período pré-revolucionário.O fato que revigora a trama é a chegada de um farsante que finge ser o inspetor para ser tratado bem.
A atualidade do humor de Gogol faz desta peça um clássico da sátira universal.

## Adaptação em Portugal
Esta comédia estreou em Portugal, no dia 10 de janeiro de 1965, por ocasião da inauguração do Teatro Villaret, em Lisboa. Na altura teve o título "O impostor geral". Mais tarde voltou à cena em 2009 pela mão do grupo A Barraca com  encenação de Maria do Céu Guerra. Com música e direção musical de António Victorino de Almeida e interpretação de Maria do Céu Guerra, João D'Ávila, Adérito Lopes, Carla Alves, Jorge Gomes, Pedro Borges, Rita Fernandes, Sérgio Moras, Sérgio Moura Afonso, Susana Costa e participação especial de António Rodrigues, ao piano Madalena Garcia Reis.

## Adaptação no Brasil
A tradução brasileira mais popular é de autoria de Augusto Boal e Gianfrancesco Guarnieri. Há montagens célebres: do Teatro de Arena em 1966 e do Grupo Galpão, sob a direção de Paulo José. Também ficou popular em São Paulo, a adaptação e montagem de Gerson Steves tendo a atriz Mara Carvalho no elenco. O escritor e poeta curitibano Roberto Prado fez uma adaptação da peça, publicada pela editora FTD (SP, 2005), para a coleção Teatro em Prosa. Na obra, Roberto Prado recria em forma de romance a obra-prima de Gógol. Também foi montada em 1974 pelo grupo carioca Asdrúbal Trouxe o Trombone.

## Fonte
- http://www.ftd.com.br/editora-ftd-literatura/D72/?livro=3588
- Página da Companhia de Teatro A Barraca
- CETbase - Teatro em Portugal